# Dipteryx oleifera
Dipteryx oleifera ist eine Pflanzenart in der Unterfamilie der Schmetterlingsblütler (Faboideae) innerhalb der Familie der Hülsenfrüchtler (Fabaceae). Ihr Verbreitungsgebiet liegt in der Neotropis und sie wird dort „Almendro de montaña“ von almendra für Mandel genannt. Aufgrund ihrer rosafarbenen Blüten wird Dipteryx oleifera in Panama auch als Zierpflanze verwendet.

## Beschreibung

### Erscheinungsbild und Blatt
Dipteryx oleifera wächst als hoher Baum, der Wuchshöhen von 40 bis über 50 Metern und Stammdurchmesser von bis zu 1 Meter erreicht. Er bildet Brettwurzeln. Der junge Baum besitzt eine weiße, geschmeidige Rinde, die mit den Jahren rau wird; die weiße Farbe reduziert sich später auf einzelne Flecken, die Rinde erscheint dann in verschiedenen Brauntönen. Das helle bis leicht rötliche Holz ist extrem hart und zählt zu den weltweit schwersten Edelhölzern.
Die Laubblätter sind gefiedert und bestehen aus 11 bis 13 wechselständigen Fiederblättchen, oft ragt die Blattspindel (Rhachis) über das letzte Blättchen hinaus. Blattstiel und Rhachis sind schmal geflügelt. Der Blattstiel ist 6 bis 15 cm, die Blätter bis 30 cm lang, die elliptischen Blättchen sind 7 bis 22 cm lang und 3 bis 7 cm breit.

### Blütenstand, Blüte, Frucht und Same
Die Blütezeit von Dipteryx oleifera fällt meist in die Regenzeit von März bis Juli. In 40 cm langen rispigen Blütenständen stehen die Blüten am Ende der Zweige zusammen. Die violetten, zwittrigen Blüten sind zygomorph und etwa 2 cm groß.
In der Trockenzeit wirft der Baum seine Früchte ab. Die fleischige, graugrüne, später braun werdende Hülsenfrucht wird 6 bis 8 cm lang und 3 cm breit. Sie besitzt eine extrem harte Schale. Der einzelne Same ist eingehüllt in ein pelziges süßes Fruchtfleisch. Er ist etwas sichelförmig, 3 bis 3,5 cm lang und 1,2 bis 1,5 cm breit. Die Samenschale (Testa) ist dünn, die Farbe ist dunkel lila-braun.

### Blitze
Dipteryx oleifera ist ungewöhnlich resistent gegen Blitzeinschläge. Es konnte nachgewiesen werden, dass die Bäume sogar von Blitzeinschlägen profitieren, indem nahe stehende andere Bäume und Parasiten durch übergreifende Blitze abgetötet werden.

## Vorkommen
Das Verbreitungsgebiet von Dipteryx oleifera liegt in der Neotropis und erstreckt sich von der Karibikküste Süd-Nicaraguas über Costa Rica und Panama bis nach Kolumbien. In Costa Rica kommt Dipteryx oleifera als einzige Art der Gattung Dipteryx vor. Das Vorkommen des Almendro de montaña liegt im tropischen Tiefland und in den Bergen bis zu 900 Metern. Er bevorzugt hierbei vor allem sandige, toleriert aber auch saure Böden.

## Nutzung
Das Holz des Almendro de montaña ist besonders hart und lässt sich nur schwer verarbeiten. Aus Almendro hergestellte Gegenstände und Möbel sind besonders wetterbeständig. Es zählt neben dem Mahagoni zu den gefragten Tropenhölzern.
Der glänzende Samen ist essbar und besitzt einen süß-herben Geschmack. Aus dem Mesokarp der Früchte lässt sich ein Öl gewinnen, aus dem Seife hergestellt wird und das bei der Haarpflege und bei Magenproblemen verwendet wird.

## Bedeutung für Tiere
Die Frucht ist für das Überleben des Großen Soldatenaras von hoher Bedeutung. Auch viele Säugetiere wie Affen, Nasenbären und Nagetiere fressen die duftenden Früchte. Die angenagten, pelzig wirkenden Früchte sind in der frühen Trockenzeit häufig unter Bäumen zu finden.

## Systematik
Dipteryx oleifera ist eine Art aus der Gattung Dipteryx in der Unterfamilie der Schmetterlingsblütler (Faboideae). Die Erstbeschreibung von Dipteryx oleifera erfolgte 1850 durch George Bentham in Hooker's Journal of Botany and Kew Garden Miscellany Band 2, Seite 235. Synonyme für Dipteryx oleifera Benth. sind Coumarouna panamensis Pittier und Dipteryx panamensis (Pittier) Record & Mell.

## Bilder

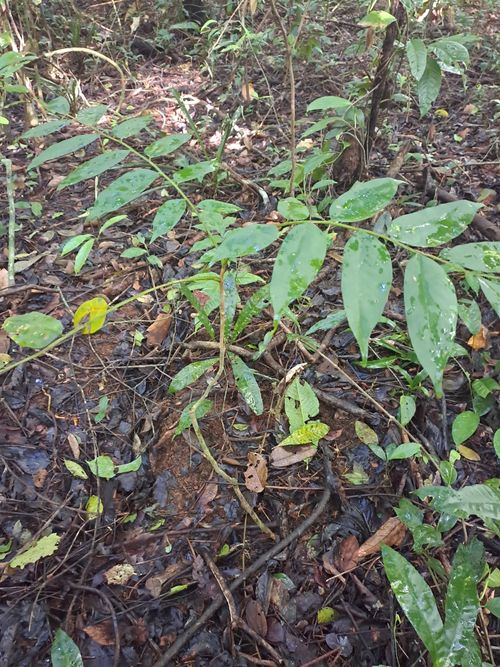
Junger Baum
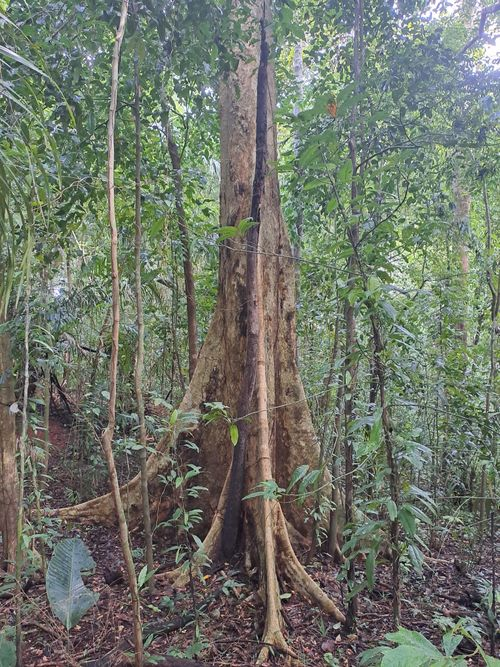
Stamm mit Brettwurzeln
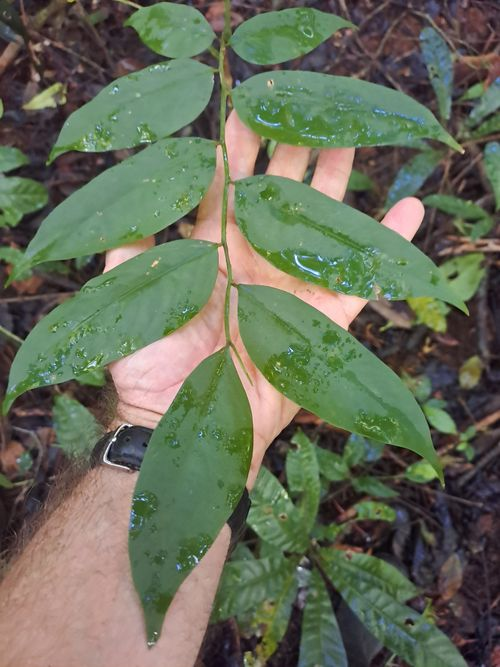
Blatt
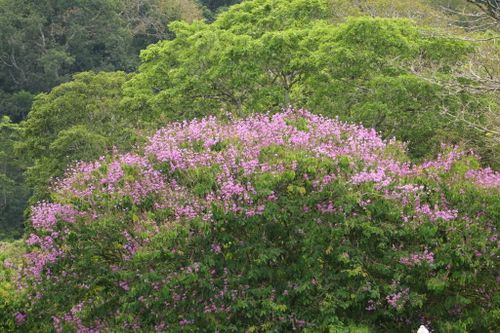
Baum in Blüte
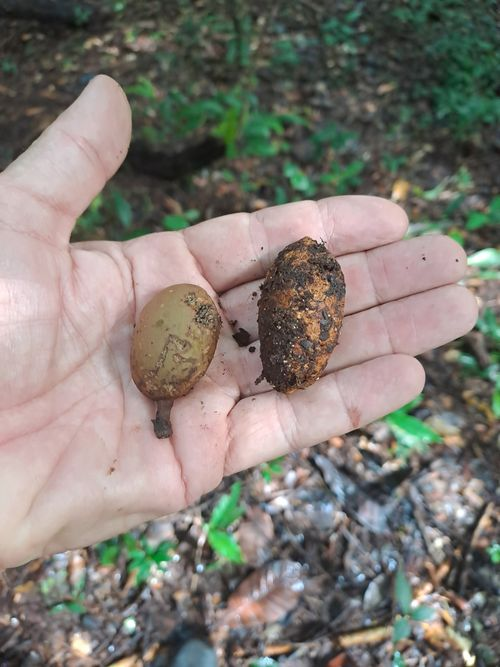
Früchte

## Namensgebung
Der Populärname des "Almendro de Montaña" wird häufig mit "Bergmandel" übersetzt. Dies mag auf den ersten Blick die korrekte Übersetzung aus dem Spanischen sein, denn "Montaña" bedeutet auch "Berg".
Sprachetymologisch deutet allerdings vieles darauf hin, dass es eigentlich "Waldmandel" heißen muss.
Laut dem Pendant des deutschen Dudens, der "Real Academia Española", bedeutet "montaña" in Costa Rica, einem Herkunftsland des Baumes, "(dichter) Wald" oder "Dschungel".
Tatsächlich kommt der Baum auch im Tiefland vor. Ein weiterer Populärname ist "Tonkabohnenbaum".

## Medien
Der Dokumentarfilm „Almendro - Baum des Lebens“ (EPO, DVD: 2007) stellt den Almendro als Lebensraum für zahlreiche Arten dar, insbesondere auch den Soldatenara, dessen Hauptnahrung die Kerne der Almendro-Früchte sind, wodurch er maßgeblich zur Verbreitung des Almendro beiträgt, da er 2/3 der Früchte nicht öffnet, sondern zu Boden fallen lässt.